# Élection présidentielle israélienne de 1998
L'élection présidentielle israélienne de 1998 se déroule le 4 mars 1998 afin que les membres de la Knesset désignent le président de l'État d'Israël. Ezer Weizman est reconduit dans ses fonctions de président d'Israël.

## Résultats
| Candidats                | Candidats                | Partis                   | Premier tour | Premier tour |
| Candidats                | Candidats                | Partis                   | Voix         | %            |
| ------------------------ | ------------------------ | ------------------------ | ------------ | ------------ |
|                          | Ezer Weizman             | Parti travailliste       | 63           | 56,25        |
|                          | Shaul Amor               | Likoud                   | 49           | 43,75        |
|                          |                          |                          |              |              |
| Majorité requise         | Majorité requise         | Majorité requise         | 61 voix      | 61 voix      |
|                          |                          |                          |              |              |
| Votes valides            | Votes valides            | Votes valides            | 112          | 94,12        |
| Votes nuls               | Votes nuls               | Votes nuls               | 0            | 0            |
| Votes blancs             | Votes blancs             | Votes blancs             | 7            | 5,88         |
| Total                    | Total                    | Total                    | 119          | 100          |
| Abstention               | Abstention               | Abstention               | 1            | 0,83         |
| Inscrits / participation | Inscrits / participation | Inscrits / participation | 120          | 99,17        |